# Nosači zrakoplova klase Nimitz
Nosači zrakoplova klase Nimitz su najveći nosači zrakoplova i najveći kapitalni brodovi ikad sagrađeni. Prvi ovakav brod klasificiran je kao CVN 68 (CV označava nosače zrakoplova, N označava nuklearni pogon, a broj označava redni broj broda npr. ovo je 68. nosač zrakoplova u povijesti SAD-a). 
USS Nimitz (CVN-68) je prvi brod u klasi i u službu je ušao 1975. godine. USS George H. W. Bush (CVN-77) je deseti i posljednji brod ove klase kojeg gradi Northrop Grumman Newport News i planirano je da će ući u službu 2009. godine. Iako su brodovi ove klase najveći i najteži brodovi ikad sagrađeni, nisu i najduži. Najduži je ipak USS Enterprise koji je ujedno i prvi nosač zrakoplova na nuklearni pogon. 
Nasljednik klase Nimitz bit će klasa Ford. 

## Karakteristike
- Konstruktor: Newport News Shipbuilding Company, u Newport News, Virginia
- Pogon: Dva A4W nuklearna reaktora s 4 turbine
- Dužina: 333 metra
- Širina sletne palube: 76,8 - 78,4 metra
- Širina (vodena linija): 41 metar
- Istisnina: 98.235–104.112 tona (borbena)
- Brzina: 30+ čvorova (56+ km/h)
- Zrakoplovi: 85
  - Zrakoplovi trenutno aktivni na nosačima klase Nimitz uključuju: F/A-18C/D Hornet / F/A-18E/F Super Hornet, EA-18G Growler, EA-6B Prowler, E-2 Hawkeye, C-2 Greyhound, SH/HH-60 Seahawk, i T-45 Goshawk
- Cijena: oko 4,5 milijardi američkih dolara svaki
- Domet: neograničen, do 20 godina služenja bez punjenja
- Prosječni godišnji operativni trošak: 160 milijuna američkih dolara
- Životni vijek: 50+ godina
- Posada: Posada broda: 3.200; Avioni: 2,480
- Naoružanje: 
  - NATO RIM-7 Sea Sparrow lanseri: tri ili četiri (ovisi i modifikacijama)
  - 20 mm Phalanx CIWS topova: tri na USS Nimitz (CVN-68) i USS Dwight D. Eisenhower (CVN-69) i četiri na USS Carl Vinson (CVN-70) i novijim nosačima, osim USS Theodore Roosevelt (CVN-71) i USS George Washington (CVN-73) koji imaju tri. (USS Ronald Reagan nema nijedan, Naoružan je s RIM-116 Rolling Airframe Missile sustavom tijekom konstrukcije)
  - RIM-116 rakete: Dvije na USS Nimitz (CVN-68), USS George Washington (CVN-73) i USS Ronald Reagan (CVN-76). Ove rakete će bit montirane i na ostale nosače ove klase.
- Datum prve plovidbe: 3. svibnja 1975. -USS Nimitz (CVN-68)

## Brodovi u klasi
Lista brodova u klasi Nimitz:

### USSNimitz(CVN-68)
- Brodogradilište:  SAD (Newport News Shipbuilding u Newport News, Virginia)
- Kobilica položena: 22. lipnja 1968.
- Porinut: 13. svibnja 1972.
- Korisnik:  SAD
- Uveden u službu: 3. svibnja 1975.
- Status: U aktivnoj službi, nalazi se u Naval Air Station North Island u San Diego, Kalifornija

Izvori:,

### USSDwight D. Eisenhower(CVN-69)
- Brodogradilište:  SAD (Newport News Shipbuilding u Newport News, Virginia)
- Kobilica položena: 15. kolovoza 1970.
- Porinut: 11. listopada 1975.
- Korisnik:  SAD
- Uveden u službu: 18. listopada 1977.
- Status: U aktivnoj službi, nalazi se u Naval Station Norfolk u Norfolk, Virginia

Izvori:,

### USSCarl Vinson(CVN-70)
- Brodogradilište:  SAD (Newport News Shipbuilding u Newport News, Virginia)
- Kobilica položena: 11. listopada 1975.
- Porinut: 15. ožujka 1980.
- Korisnik:  SAD
- Uveden u službu: 13. ožujka 1982.
- Status: U aktivnoj službi, od 12. travnja 2010. nalazi se u mornaričkoj bazi Norfolk, San Diego, Kalifornija

Izvori:

### USSTheodore Roosevelt(CVN-71)
- Brodogradilište:  SAD (Newport News Shipbuilding u Newport News, Virginia)
- Kobilica položena: 31. listopada 1981.
- Porinut: 27. listopada 1984.
- Korisnik:  SAD
- Uveden u službu: 25. listopada 1986.
- Status: U aktivnoj službi, nalazi se u Naval Station Norfolk u Norfolk, Virginia

Izvori:,

### USSAbraham Lincoln(CVN-72)
- Brodogradilište:  SAD (Newport News Shipbuilding u Newport News, Virginia)
- Kobilica položena: 3. studenog 1984.
- Porinut: 13. veljače 1988.
- Korisnik:  SAD
- Uveden u službu: 11. studenog 1989.
- Status: U aktivnoj službi, nalazi se u Naval Station Everett u Everett, Washington

Izvori:,

### USSGeorge Washington(CVN-73)
- Brodogradilište:  SAD (Newport News Shipbuilding u Newport News, Virginia)
- Kobilica položena: 25. kolovoza 1986.
- Porinut: 21. srpnja 1990.
- Korisnik:  SAD
- Uveden u službu: 4. srpnja 1992.
- Status: U aktivnoj službi, nalazi se u Yokosuka Naval Base, Yokosuka, Japan

Izvori:,

### USSJohn C. Stennis(CVN-74)
- Brodogradilište:  SAD (Newport News Shipbuilding u Newport News, Virginia)
- Kobilica položena: 13. ožujka 1991.
- Porinut: 11. studenog 1993.
- Korisnik:  SAD
- Uveden u uporabu: 9. prosinca 1995.
- Status: U aktivnoj službi, nalazi se u Naval Base Kitsap u Bremerton, Washington

Izvori:,

### USSHarry S. Truman(CVN-75)
- Brodogradilište:  SAD (Newport News Shipbuilding u Newport News, Virginia)
- Kobilica položena: 29. studenog 1993.
- Porinut: 7. rujna 1996.
- Korisnik:  SAD
- Uveden u uporabu: 25. srpnja 1998.
- Status: U aktivnoj službi, nalazi se u Naval Station Norfolk u Norfolk, Virginia

Izvori:,

### USSRonald Reagan(CVN-76)
- Brodogradilište:  SAD (Northrop Grumman Newport News u Newport News, Virginia)
- Kobilica položena: 12. veljače 1998.
- Porinut: 4. ožujka 2001.
- Korisnik:  SAD
- Uveden u uporabu: 12. srpnja 2003.
- Status: U aktivnoj službi, nalazi se u Naval Air Station North Island in San Diego, Kalifornija

Izvori:,

### USSGeorge H. W. Bush(CVN-77)
- Brodogradilište:  SAD (Northrop Grumman Newport News u Newport News, Virginia)
- Kobilica položena: 6. rujna 2003.
- Porinut: 9. listopada 2006.
- Korisnik:  SAD
- Uveden u uporabu: 10. siječnja 2009.
- Status: Pokusne vježbe bi trebale biti završene do 2010.

Izvori:,